# 4x4 Evolution
4x4 Evolution — компьютерная игра в жанре гоночный симулятор 4х4, созданная американской студией Terminal Reality. Выпуск игры состоялся 29 ноября 2000 года в США. Версия игры для игровой приставки PlayStation 2 появилась в продаже менее чем через полгода. Сиквел 4x4 Evolution 2 вышел 30 октября 2001 года.

## Игровой мир и сюжет
В игре представлено 16 видов трасс, расположенных в разных частях света, каждая из которых обладает уникальным дизайном и саундтреком, а также несколькими уровнями сложности. Игрокам доступно 60 видов автомобилей, преимущественно внедорожников. Игра предлагает несколько режимов, включая «быстрый старт», «гонка на время» и «карьера». В игре реализованы различные погодные условия, такие как туман и дождь, а также смена времени суток. Поддерживаются технологии Mip Mapping, T&L, многоуровневые текстуры и динамичные тени.

## Игровой процесс
В игре представлена гонка на внедорожниках с относительной свободой перемещения среди других участников. Для победы важен правильный выбор автомобиля в зависимости от трассы, поскольку каждый внедорожник обладает уникальными характеристиками. Например, полноприводные автомобили таких марок, как Toyota, Nissan и Ford, ведут себя по-разному на неровной поверхности: Ford склонен к заносам на поворотах, тогда как Nissan более устойчив на каменистом грунте. Каждый автомобиль можно перекрасить в любой цвет. 
Трассы в игре разнообразны, включая разрушенные ядерные кладбища, закрытые военные базы и недостроенные магистрали. Однако сами дороги не сильно отличаются друг от друга. Несмотря на обилие динамических объектов, таких как экскаваторы, катки, самолеты, камни и поезда, их взаимодействие с игроками и соперниками минимально. Эти объекты не могут помешать движению автомобилей. В игре также присутствует эффект вылетающей из-под колес грязи.

## Оценки
| Сводный рейтинг | Сводный рейтинг | Сводный рейтинг | Сводный рейтинг |
| Издание         | Оценка          | Оценка          | Оценка          |
| Издание         | Dreamcast       | PC              | PS2             |
| --------------- | --------------- | --------------- | --------------- |
| GameRankings    | 78,15 %         | 75,00 %         | 64,80 %         |